# Ulanci
Ulanci (makedonska: Уланци) är en ort i Nordmakedonien. Den ligger i kommunen Gradsko, i den centrala delen av landet, 60 kilometer sydost om huvudstaden Skopje. Ulanci ligger 137 meter över havet och antalet invånare är 172.